# Xã Stafford, Quận DeKalb, Indiana
Xã Stafford (tiếng Anh: Stafford Township) là một xã thuộc quận DeKalb, tiểu bang Indiana, Hoa Kỳ. Năm 2010, dân số của xã này là 283 người.